# San Benito (Entre Ríos)
San Benito é um município da província de Entre Ríos, na Argentina.